# Тавань

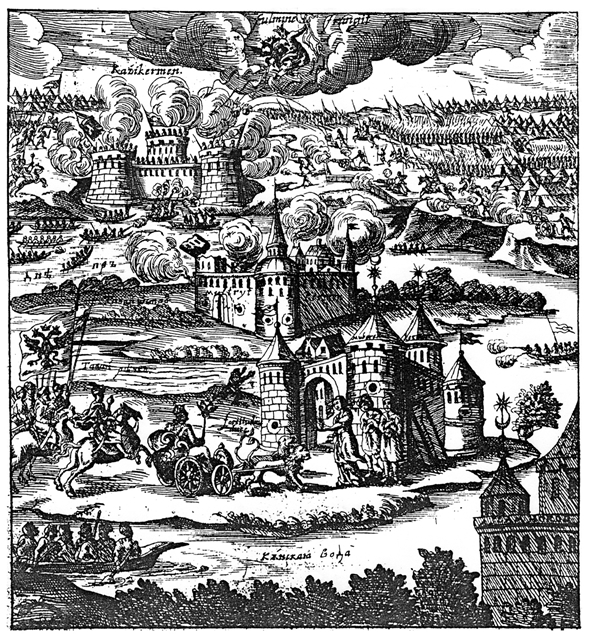
Взятие Казы-Кермена, 30 июля 1695 года. Аллегорическая гравюра. Изображен торжественный въезд в крепость Петра I на колеснице, запряженной двумя львами, хотя государь и не принимал участия в штурме крепости. За ним скачет с булавой в руке гетман И. Мазепа. Позади него едет со свитой воевода Б. П. Шереметев.

Тавань — бывший речной остров в нижнем течении реки Днепр, при впадении в него реки Тягинка (в другом источнике расположенном в слиянии рек Днепр и Конские воды), в 75 километрах выше устья Днепра. Был затоплен водами Каховского водохранилища.
Это место, в 1334 году, у арабского историка Ибн Баттута указано под названием Бабасалту(ы)к. На острове была построена крепость Эски-Таван или Таванская крепость.

## История
До затопления, в 1930-х годах, Таванск находился между современной Каховкой и Бериславом (с XVI века — османская (турецкая) крепость Кизи-Кермен на Днепре), ныне Херсонская область, Украина. В XVI — XVII веках, остров был укреплён и имел важное стратегическое значение для османов, гарнизон контролировал Таванский перевоз (переправу) на пути «дорога татарская на Великий Дон», в Тамань и к Русскому и Каспийскому морям. На острове располагался и действовал Таванский перевоз; также имелась таможня, поскольку в этом месте ранее проходила польско-крымская граница: правый берег был османский (крымский). Турецкие султаны и их крымские вассалы неоднократно перегораживали русло реки в этом месте цепями с бубенцами чтобы препятствовать свободному плаванию запорожских черкас (казаков) в Чёрное море.

«Таванская переправа весьма удобна для татар, так как река имеет одно целое русло не более 500 шагов в ширину»— Французский инженер на польской службе Боплан.
В 1695 году боярин и воевода Б. П. Шереметев во главе отдельного корпуса Русского войска (25 тыс. человек) при поддержке казаков И. С. Мазепы (около 35 тыс. казаков) отвоевал у турок четыре крепости: Кызы-Кермен, Мустрит-Кермен, Аслан-Кермен и Муберек-Кермен на Таванском острове и рядом с ним. Поход части Русской армии, под командой Б. П. Шереметева, был удачен, другая часть войска находилась в это время под Азовом.
В составе отдельного корпус Б. П. Шереметева было три воеводских полка (его собственного и двух его товарищей, думного дворянина Семена Протасьевича Неплюева и стольника Ильи Дмитриева-Мамонова). Конницей «нового строя» командовал генерал-поручик А. А. Цей, солдатскими полками — генерал-поручик Иван (Яган) Андреевич Гулиц. Основу корпуса составлял Белгородский разрядный полк, усиленный Смоленским разрядным полком и запорожские черкасы.
В июне 1695 года русские войска осадили Казы-Кермен и другие крепости. Форпост османов, в низовьях Днепра, 30 июля, был захвачен, при помощи инженерной атаки крепостной стены. После неё русские ворвались в крепость и захватили её. 1 августа, захвачена крепость Эски-Таван, а 3 августа — Аслан-Кермен. В середине августа та же участь постигла крепости Мустрит-Кермен, Ислам-Кермен и Мубарек-Кермен.
Укрепление крепостей были восстановлены, в крепостях оставлены гарнизоны войск. В 1697 году, при осаде османо-татарами паши Али и Эльхадж-Селим Гирея в количестве около 20 000 человек, крепости Эски-Таван, гарнизон крепости, под начальством В. Б. Бухвостова, составлял 7 500 человек личного состава. Крепость выстояла.
В 1698 году Россией была отражена попытка османо-крымских войск возвратить крепости Эски-Таван и Казы-Кермен Османской империи.

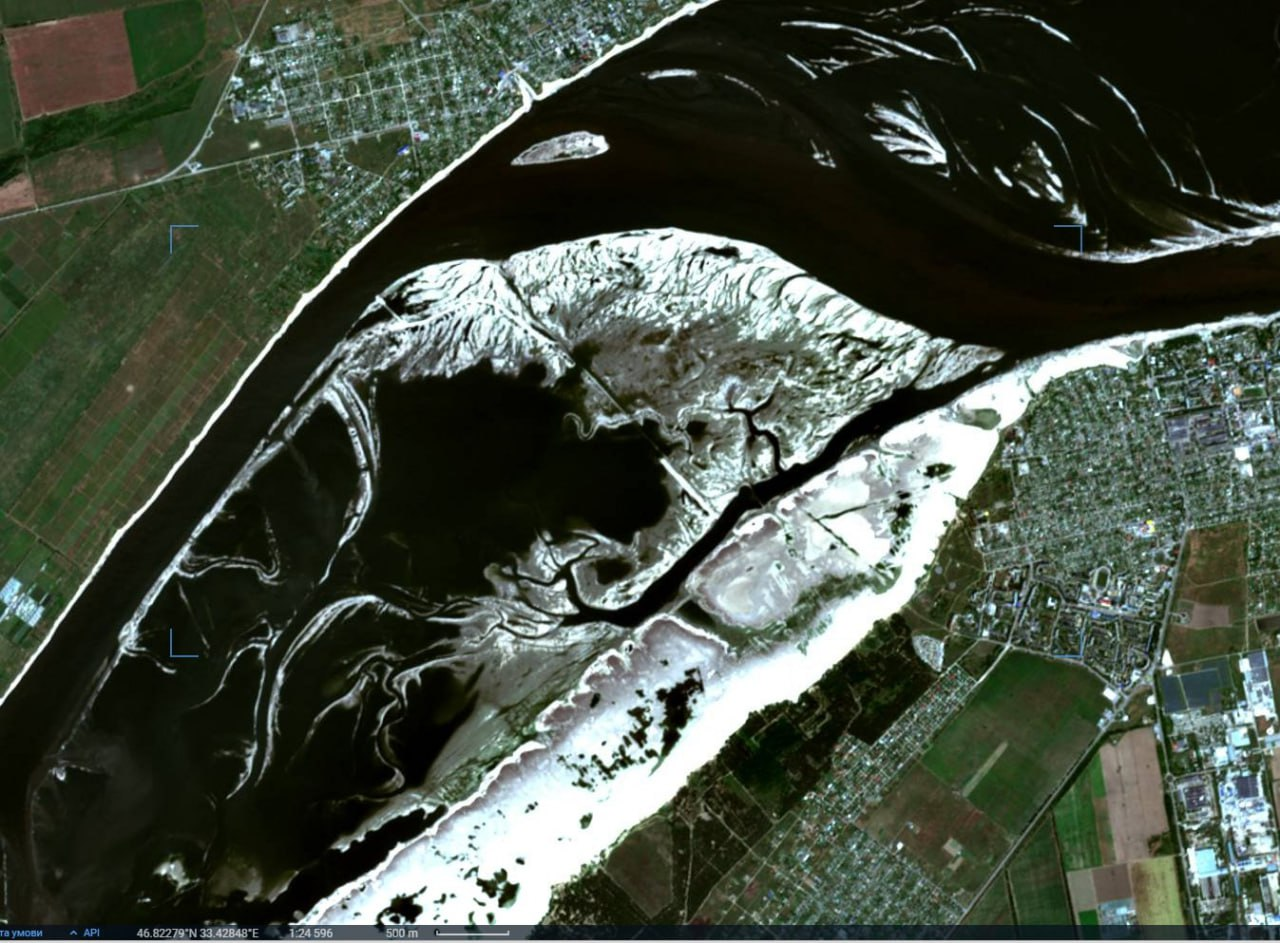
Таванский остров после разрушения Каховской ГЭС в июне 2023 года

За исключением Кызы-Кермена, три другие крепости (Мубеуреккермен, Асламкермен, Мустриткермен) к настоящему времени не сохранились вследствие затопления острова Тавань водами Каховского водохранилища.